# Онондага (округ)
43°01′ пн. ш. 76°12′ зх. д. / 43.01° пн. ш. 76.2° зх. д.
Округ Онондага (англ. Onondaga County) — округ (графство) у штаті Нью-Йорк, США. Ідентифікатор округу 36067.

## Історія
Округ утворений 1792 року.

## Демографія
За даними перепису
2000 року
загальне населення округу становило 458336 осіб, зокрема міського населення було 397264, а сільського — 61072.
Серед мешканців округу чоловіків було 219195, а жінок — 239141. В окрузі було 181153 домогосподарства, 115320 родин, які мешкали в 196633 будинках.
Середній розмір родини становив 3,07.
Віковий розподіл населення поданий у таблиці:
| Стать    | До 15 років | 15-21 | 22-29 | 30-39 | 40-49 | 50-65 | 65-85 | Понад 85 |
| -------- | ----------- | ----- | ----- | ----- | ----- | ----- | ----- | -------- |
| Чоловіки | 50162       | 23273 | 20811 | 32960 | 34568 | 32095 | 23253 | 2073     |
| Жінки    | 48222       | 23662 | 22483 | 35211 | 36209 | 35386 | 32275 | 5693     |

## Суміжні округи
- Освіго — північ
- Медісон — схід
- Кортленд — південь
- Каюга — захід

## Виноски
1. ↑  U.S. Decennial Census. United States Census Bureau. Архів оригіналу за 26 квітня 2015. Процитовано 6 січня 2015.
2. ↑  Historical Census Browser. University of Virginia Library. Архів оригіналу за 11 серпня 2012. Процитовано 6 січня 2015.
3. ↑  Population of Counties by Decennial Census: 1900 to 1990. United States Census Bureau. Архів оригіналу за 19 лютого 2015. Процитовано 6 січня 2015.
4. ↑  Census 2000 PHC-T-4. Ranking Tables for Counties: 1990 and 2000 (PDF). United States Census Bureau. Архів (PDF) оригіналу за 18 грудня 2014. Процитовано 6 січня 2015.
5. ↑  State & County QuickFacts. United States Census Bureau. Архів оригіналу за 7 червня 2011. Процитовано 12 жовтня 2013.(англ.) Наведено за англійською вікіпедією.
6. ↑  American FactFinder. Бюро перепису населення США. Архів оригіналу за 26 лютого 2012. Процитовано 31 січня 2008.

| США | Це незавершена стаття з географії США. Ви можете допомогти проєкту, виправивши або дописавши її. |